# Вонторек, Кароль
Кароль Вонторек (пол. Karol Wątorek; 29 сентября 1875, Добчице — 12 февраля 1944, Львов) — польский инженер в области железнодорожного строительства, ректор Львовской политехники в 1924-1925 академическом году.

## Биография
Родился 29 сентября 1875 года в г. Добчице (ныне город Мысленицкого повята Малопольского воеводства в Польше).
В 1893 году окончил гимназию в Кракове, в течение года учился в Ягеллонском университете и четыре года на инженерном отделе Львовской политехники.
В 1898 году стал ассистентом кафедры строительства мостов. В 1899-1909 годах работал на строительстве железной дороги Самбор—Санок. В течение 1905-1909 годов — конструктор кафедры строительства дорог, железных дорог и тоннелей.
С 1907 года доктор, с 1908/09 — доцент отдела строительства железных дорог, заместитель профессора. В 1918/1919 году был деканом инженерного отдела. В 1924-1925 академическом году избран ректором Львовской политехники. До 1941 года — профессор железнодорожного строительства.
Умер 12 февраля 1944 года во Львове.
Награжден Командорским крестом Орден Возрождения Польши (1929).